# Pedro Rocamora
Pedro Rocamora Valls (1912-1993) fue un escritor, abogado, diplomático y político español.

## Biografía
Nacido en Madrid el 9 de diciembre de 1912, se licenció en derecho en la Universidad Centraly fue miembro de los Estudiantes Católicos y de la Asociación Católica Nacional de Propagandistas.
En 1939, José Ibáñez Martín, ministro de Educación Nacional, le nombró su secretario político. A partir de entonces empezó a colaborar en diversas iniciativas alentadas por el político turolense. Entre otros cometidos, dirigió la Revista Nacional de Educación (1940/1-1951) y el Colegio Mayor Ximénez de Cisneros (1943-1947), sucesor de la Residencia de Estudiantes.
Tras la Segunda Guerra Mundial, al recibir el ministro de Educación Nacional las competencias de educación popular que habían regentado los falangistas, se hizo cargo de la Dirección General de Propaganda (1946-1951) . Desempeñó el cargo de presidente del Ateneo de Madrid en razón de su cargo de director general de Propaganda, tras la reforma de la estructura organizativa de la entidad acontecida en 1946.
Entre 1945 y 1946 mantuvo una correspondencia con Tomás Cerro Corrochano acerca de la novela de Camilo José Cela, La familia de Pascual Duarte, que ambos veían negativamente.Como director general de propaganda impulsó la reinterpretación de la obra de El Greco en un marco nacionalcatólico; alternativamente, también empleó la obra de los escultores Alonso de Berruguete, Juan de Juni y Gregorio Fernández como analogía justificadora de la sublevación «del 18 de julio».
Tras la salida de José Ibáñez Martín del Ministerio de Educación Nacional, desempeñó cargos diplomáticos en embajadas españolas (Roma y Lisboa). Colaboró con especial intensidad en el diario ABC y en la revista Arbor del CSIC, cabecera en la que fue uno de los autores más asiduos y que dirigió durante una larga etapa, entre 1970 y 1984.
Falleció en su ciudad natal en diciembre de 1993.

## Obras
- — (1940). Meditaciones.[3]
- — (1947). Libertad y voluntad en el Derecho.[3]
- — (1948). Hombre, paisaje y política.[3]
- — (1948). El sentido español de la muerte en El Greco.[3]
- — (1949). Ensayos del Museo imaginario.[3]
- — (1962). Genios y espectros.[3]
- — (1965). De Góngora a Unamuno.[14]
- — (1976). Pensadores españoles contemporáneos.[3]
- — (1980). Hombres e ideas del 98.[3]

## Reconocimientos
- Cruz de Honor de la Orden de San Raimundo de Peñafort (1947)[15]
- Gran Cruz de la Orden del Mérito Civil (1950)[16]